# Karl-Günther Heimsoth
Karl-Günther Heimsoth (Charlottenburg, 4 dicembre 1899 – Berlino, luglio 1934) è stato un medico, astrologo e politico tedesco.
Inventore del termine omofilia, lui stesso apertamente omosessuale e attivista del primo movimento omosessuale, è stato membro del Partito nazista; è una delle vittime della notte dei lunghi coltelli.

## Biografia

### Primi anni e studi sull'omosessualità
Nato a Charlottenburg, Karl-Günther Heimsoth è figlio di un cancelliere del locale tribunale commerciale nonché direttore di banca. La sua prima giovinezza la passa a Dortmund, dove nel mese di giugno del 1917 ottiene la maturità, in una prova d'esame temporaneamente semplificata a causa della prima guerra mondiale. Subito dopo si arruola nell'esercito prussiano e fino alla fine del 1918 è schierato sul fronte occidentale (1914-1918), concludendo la guerra col grado di tenente.
Nel 1919 inizia a studiare medicina presso l'università di Tubinga, proseguendo poi la propria formazione clinica presso le università di Monaco di Baviera, Kiel e Rostock.
In quest'ultima città supera l'esame di stato per poter esercitare la professione medica, ciò accade nella primavera 1924.
Ma ancora durante il periodo degli studi nel 1920 e 1921 partecipa alla "Ruhr Uprising", la rivolta dei lavoratori di sinistra scoppiata nella regione della Ruhr; poi anche a combattimenti in Turingia, alle rivolte nella Slesia in qualità di membro dei Freikorps.
Tra agosto e novembre 1924 scrive la sua tesi di laurea dal titolo Hetero- und Homophilie (eterofilia e omofilia) dedicata al'omosessualità. In questa dissertazione Heimsoth è stato probabilmente il primo ad introdurre il termine "homophilia" in sessuologia.
La tesi sostiene che in certe relazioni erotiche e amichevoli vi sono alcune norme implicite le quali fanno cercare, desiderare e avvicinare il "simile a sé"; questa omofilia può verificarsi sia tra uomini che tra donne: al contrario l'eterofilia viene intesa come una relazione caratterizzata dagli opposti e alla ricerca del "contrario da sé". All'interno della gamma dell'eterofilia vi possono essere anche i rapporti d'amore platonico tra un uomo effeminato e una donna maschiaccio.
Le sue interpretazioni dell'omosessualità e dell'amicizia tutta al maschile si basavano in parte su idee precedenti, così com'erano state sviluppate in Sesso e carattere (1903) di Otto Weininger e da "Die Rolle der Erotik in der männlichen Gesellschaft" (Il ruolo dell'erotismo nella società maschile) di Hans Blüher. Le riflessioni di Heimsoth iniziano proprio con la teoria di quest'ultimo autore sul significato sociale dell'erotismo tra gli uomini.
Da Weininger ha invece preso la "legge dell'unione polare", che produce l'impulso all'unione sessuale, ma completandola con una seconda, ossia la "legge dell'unione omopolare". Egli ha in sostanza cercato di dimostrare che un uomo maschile può benissimo desiderare un altro uomo maschile, poiché vi sono intime connessione esoterico-amichevoli in un tale rapporto le quali non sono state volute né cercate nell'altro sesso, ma piuttosto nello stesso sesso (che diviene così esso il "polo opposto" a cui tendere per riunirsi).

### Attivista e pubblicista
Dopo aver conseguito il dottorato, in piena repubblica di Weimar, comincia a far praticantato presso la clinica universitaria di ginecologia a Kiel.
Allo stesso tempo diviene un attivista del primo movimento omosessuale, a favore della liberazione ed emancipazione di gay e lesbiche; 
prende però presto le distanze dal Wissenschaftlich-humanitäres Komitee di Magnus Hirschfeld perché ritiene che le teorie da lui sostenute in merito al terzo sesso siano del tutto erronee.
Nel suo scritto Freundesliebe oder Homosexualität (L'amore tra amici o omosessualità) pubblicato sulla rivista Der Eigene da Adolf Brand nel 1925, Heimsoth ha mostrato anche il proprio antisemitismo:«l'intera concezione di amore eroico e maschile tra amici rimane, nella sua idealità e possibilità di comprensione, totalmente estraneo allo spirito ebraico». L'ideale proposto da Heimsoth è quello di uomo completo, che dimostra virilità ed appartiene alla razza ariana.
L'amicizia improntata all'omoerotismo tra maschi deve servire da nesso per un'evoluzione verso l'alto.
Heimsoth pensa di poter trovare esempi illuminanti di questi eroi tra i soldati accomunati nella vita di trincea durante la guerra, tra i Freikorps e negli ambienti che si rifanno ai movimenti giovanili. Sempre grazie alla fattiva collaborazione datagli dalla rivista di Brand comincia a raccogliere la documentazione per poter dimostrare le circostanze favorevoli alle relazioni omerotiche nelle formazioni militari dell'esercito e all'interno delle società segrete e cercando di ottenere materiali sull'eroismo e la psiche dei capi carismatici e dei volontari tra i Lanzichenecchi, La Disperata e i Wandervogel, oltre che in altri gruppi giovanili tedeschi e nelle organizzazioni segrete.
Tra il 1925-28 impara l'astrologia dal capitano di fregata Friedrich Schwickert a Vienna; la sua pubblicazione Charakter-Konstellation: Mit besonderer Berücksichtigung der Gleichgeschlechtlichkeit (I caratteri delle costellazioni: con particolare riferimento all'omosessualità, 1929) è dedicata espressamente a Schwickert. Con questo lavoro Heimsoth cerca di unire psicologia e "scienza astrologica" per poter in tal maniera cercare di creare un quadro di riferimento che possa giungere a determinare il grado di omosessualità di una persona in base alla propria costellazione e al tema natale.

### Rapporti con Röhm, ingresso in politica e morte
Al 1928 è datata la prima lettera di Heimsoth inviata ad Ernst Röhm; estratti del libro intitolato "Geschichte eines Hochverräters" e fatto pubblicare dal gerarca nazista nel 1928 erano stati letti "tra le righe" da parte di Heimsoth riconoscendone l'omosessualità dell'autore. A quel tempo una riforma del paragrafo 175 - che continuava a criminalizzare in Germania qualsiasi atto omosessuale compiuto da maschi adulti consenzienti - era stata messa in discussione al Reichstag, ove però il partito nazista aveva chiesto una persecuzione più decisa nei confronti degli omosessuali; apparentemente Heimsoth voleva convincere Röhm, un nazista conosciuto, che sarebbe stato opportuno posizionarsi in modo chiaro e deciso contro tale legislazione discriminatoria.
Röhm gli risponde ai primi di dicembre confermando le sue ipotesi sulla propria omosessualità. Dalle lettere successive si può dedurre che i due avessero conversazioni su argomenti molto personali e che siano stati anche assieme, durante i loro incontri, in luoghi di incontro gay a Berlino. Heimsoth successivamente ha depositato le lettere ricevute da Röhm nella cassaforte di un avvocato.
Intanto nel 1930 Röhm diviene capo del SA e, a partire dall'aprile 1930, i pubblici ministeri di Monaco indagano Röhm per "fornicazione innaturale". Il 10 luglio 1931 la polizia di Berlino requisisce un pacco di lettere di Röhm durante una perquisizione svoltasi nella sua casa; anche Heimsoth viene interrogato in proposito. Verso fine del 1931 e all'inizio del 1932, il segretario di Stato agli Interni di Prussia, Guglielmo Abegg, ha informato il pubblicista socialdemocratico Helmuth Klotz sull'esistenza delle lettere. Oltre a un ampio servizio giornalistico, Klotz ha pubblicato questa corrispondenza nel marzo 1932.
Al momento della corrispondenza con Röhm, sembra che Heimsoth sia diventato un membro del NSDAP.
Secondo la testimonianza di Otto Strasser Heimsoth non era solo un membro attivo del partito nazista negli anni successivi, ma "bruciava di ardore nazionalsocialista".
Nel 1930 è entrato a far parte del Fronte Nero (Kampfgemeinschaft Revolutionärer Nationalsozialisten, KGRNS), un gruppo guidato da Strasser dopo che questi avevano lasciato lo NSDAP, e nello stesso anno ha continuato a far parte dell'Ufficio per lo studio della politica estera, oltre a diventare anche un membro del Reichsführerrat (Consiglio dei capi del Reich) del KGRNS.
Tra Strasser, che apparteneva all'ala "di sinistra" del NSDAP, e Hitler non vi erano state in precedenza differenze nella politica perseguita da quest'ultimo in materia di legalità. Nel giugno 1931 Strasser ha avvertito la polizia circa l'esistenza di lettere compromettenti di Röhm.
Heimsoth è uscito dallo KGRNS nel mese di agosto 1931 chiamando il partito una "riserva del governo fascista" dicendo loro che la sua decisione non è stata il risultato di una discussione politica, ma era unicamente attuata per motivi strettamente personali. A questo punto Heimsoth aderisce al Partito Comunista di Germania (KPD), guidato da Josef Römer, diventa membro del Comitato esecutivo (Leiko) del Aufbruch-Arbeitskreise (AAK) che si concentra attorno alla rivista Aufbruch pubblicata da Römer; Heimsoth è anche un informatore dell'apparato politico-militare del KPD, nel servizio segreto del partito sotto il comando di Hans Kippenberger.
Anche dopo la presa del potere da parte di Hitler, continua a dare informazioni ai comunisti; a settembre del 1933 un rapporto della Gestapo indica i continui e stretti contatti tra Heimsoth e Römer.
Ai primi di luglio 1934, Heimsoth è stato assassinato da un Commando SS a Berlino, durante l'operazione di epurazione partita con la Notte dei lunghi coltelli, in cui Hitler si sbarazzò di molti nemici politici sia reali che immaginari. Ernst Jünger, uno scrittore vicino al nazismo, in seguito ha detto al riguardo dell'omicidio di Heimsoth che fu vittima di «una vera e propria trappola... era pieno di segreti pericolosi ed è stato uno dei primi a essere ucciso».
Lo scrittore Hanns Heinz Ewers ha utilizzato informazioni provenienti da Heimsoth nel suo romanzo del 1931 Reiter in deutscher Nacht sui Freikorps: il personaggio del tenente omosessuale Detlev Hinrichsen è un omaggio fatto ad Heimsoth.

## Scritti
- Hetero- und Homophilie. Eine neuorientierende An- und Einordnung der Erscheinungsbilder, der „Homosexualität“ und der „Inversion“ in Berücksichtigung der sogenannten "normalen Freundschaft" auf Grund der zwei verschiedenen erotischen Anziehungsgesetze und der bisexuellen Grundeinstellung des Mannes, Dortmund 1924. (Dissertation)
- Charakter-Konstellation. Mit besonderer Berücksichtigung der Gleichgeschlechtlichkeit, München 1928.
- Freikorps greift an! Militärpolitische Geschichte und Kritik der Angriffs-Unternehmen in Oberschlesien 1921, Berlin 1930.